# Meromacrus ruficrus
Meromacrus ruficrus är en tvåvingeart som först beskrevs av Christian Rudolph Wilhelm Wiedemann 1830.  Meromacrus ruficrus ingår i släktet Meromacrus och familjen blomflugor. Inga underarter finns listade i Catalogue of Life.